# コビー・ミルン
コビー・ミルン（Coby Miln、1999年6月15日 - ）は、ニュージーランドのラグビーユニオン選手。

## プロフィール
- ニュージーランド出身。
- ポジションはスタンドオフ(SO)、フルバック(FB)。
- 身長 192cm、体重 95kg
- 父のステファンは元ラグビー選手(元日本代表)[1]。

## 略歴
ハミルトンボーイズ高校卒業後、ワイカトを経て、2021年、宗像サニックスブルースに加入。
2022年1月22日に行われたJAPAN RUGBY LEAGUE ONE第2節中国電力レッドレグリオンズ戦にて途中出場で日本での公式戦初出場を果たした。